# Dorothy Brookshaw
Dorothy Elizabeth Anne »Dot« Brookshaw-Marr, kanadska atletinja, * 20. december 1912, Toronto, Kanada, † 3. september 1962.
Nastopila je na olimpijskih igrah leta 1936, kjer je osvojila bronasto medaljo v štafeti 4x100 m.